# 2020 추석특집 아이돌 e스포츠 선수권대회
《2020 추석특집 아이돌 e스포츠 선수권대회》(약칭 아이대)는 추석을 맞이하여 2020년 10월 1일에 방송된 MBC TV의 예능 프로그램이다.

## 출연진
남자 : AB6IX,  엔플라잉, NCT, NCT DREAM,  SF9, 골든차일드, 김재환, 몬스타엑스,  더보이즈, 펜타곤,  온앤오프, 정세운,  하성운, 박지훈,  CRAVITY,  위아이
여자 :
(여자)아이들, 공원소녀, 에이프릴, 오마이걸, 우주소녀, 이달의 소녀, 아이즈원, 나띠